# 畜生
畜生（、サンスクリット: tiryañc、パーリ語: tiracchāna ）とは、仏教において、鳥・獣・虫・魚などの全ての人間以外の動物のこと。傍生（）、横生（）とも訳される。衆生の生存の状態を五道や六道とするうちで、畜生の世界を指す畜生道は三悪道（三悪趣）のひとつ。

## 意味

### 畜生道
畜生道は六道の1つであり、悪業の報いとして死後に畜生に生まれ変わる世界である。畜生趣ともいう。

### 派生用法
派生して、人間としてあり得ない行為・生き方、肉親間の色情を意味する。
「畜生！」、「ちきしょうめ」、「ちきしょう」などと感動詞として用い、他人をあざけったり、自分自身が悔しく感じる際に大声あるいは小声で発言する。